# Zanussi
Az olasz Zanussi Európa egyik legismertebb háztartásigép-gyártója, ami több, mint 100 éves történelme során számos újítással járult hozzá a háztartási gépek fejlődéséhez.

## A kezdetek
Antonio Zanussi, egy kovácsmester fia az alapító. 1916-ban kezdett el lakossági kemencék és kályhák építésével foglalkozni.
- 1920 – Elkészült első nagy technikai újítása, a sztenderd fatüzelésű tűzhely, aminek öntöttvas a főzőfelülete.
- 1946-os halála után két fia, Lino és Guido Zanussi vették át a családi cég vezetését.
- A vállalkozás az 1950-es évekre átlépte a 300 fős alkalmazotti létszámot.
- 1951-ben megjelent első gáztűzhelyük.
- 1954-ben Porcia városában új gyárat hoztak létre.
- 1958-ban legyártották az első mosógépüket.
- 1959-ben piacra léptek szupermarket hűtőszekrényükkel, ami automata leolvasztással és két külön szabályozható rekesszel rendelkezett.
- Az 1960-as években egy újabb piacra is belépett a gyártó. Megkezdték a saját márkás televíziók gyártását.
- Erre az időszakra már az olasz háztartási gép piac 25%-át, az egész európai piacnak pedig a 10%-át tudhatták magukénak.

1968-ban, egy tragikus repülőgép balesetben életét veszítette Lino Zanussi, a cég legendás vezetője és legközelebbi munkatársai. Ezt követően a piac kedvezőtlen hatásai és más körülmények következtében jelentős anyagi problémái adódtak a Zanussi cégcsoportnak. Ez az 1984-es AB Electrolux által történő felvásárlással oldódott meg.

## Fordítás
Ez a szócikk részben vagy egészben  a   Zanussi című angol Wikipédia-szócikk fordításán alapul.  Az eredeti cikk szerkesztőit annak laptörténete sorolja fel. Ez a jelzés csupán a megfogalmazás eredetét és a szerzői jogokat jelzi, nem szolgál a cikkben szereplő információk forrásmegjelöléseként.